# Aeroportul Internațional Kisumu
Aeroportul Internațional Kisumu (IATA: KIS, ICAO: HKKI) este un aeroport din Provincia Nyanza, Kenya ce deservește zona Kisumu. A fost deschis în 1930.
Situat la o altitudine de 1.157 m, aeroportul dispune de 1 pistă. Este operat de Kenya Airports Authority⁠(d).

## Infrastructură

### Piste
Aeroportul dispune de o singură pistă. Pista 06/24 are suprafața de asfalt și dimensiunile 1.985 m × 45 m. 